# Adamastor
Pour les articles homonymes, voir Adamastor (homonymie).
Adamastor ou le géant des Tempêtes est l'esprit du Cap des Orages (Cap de Bonne-Espérance), cité par Claudien dans sa Gigantomachie, puis popularisé par Luís de Camões (1524-1580) dans Les Lusiades.

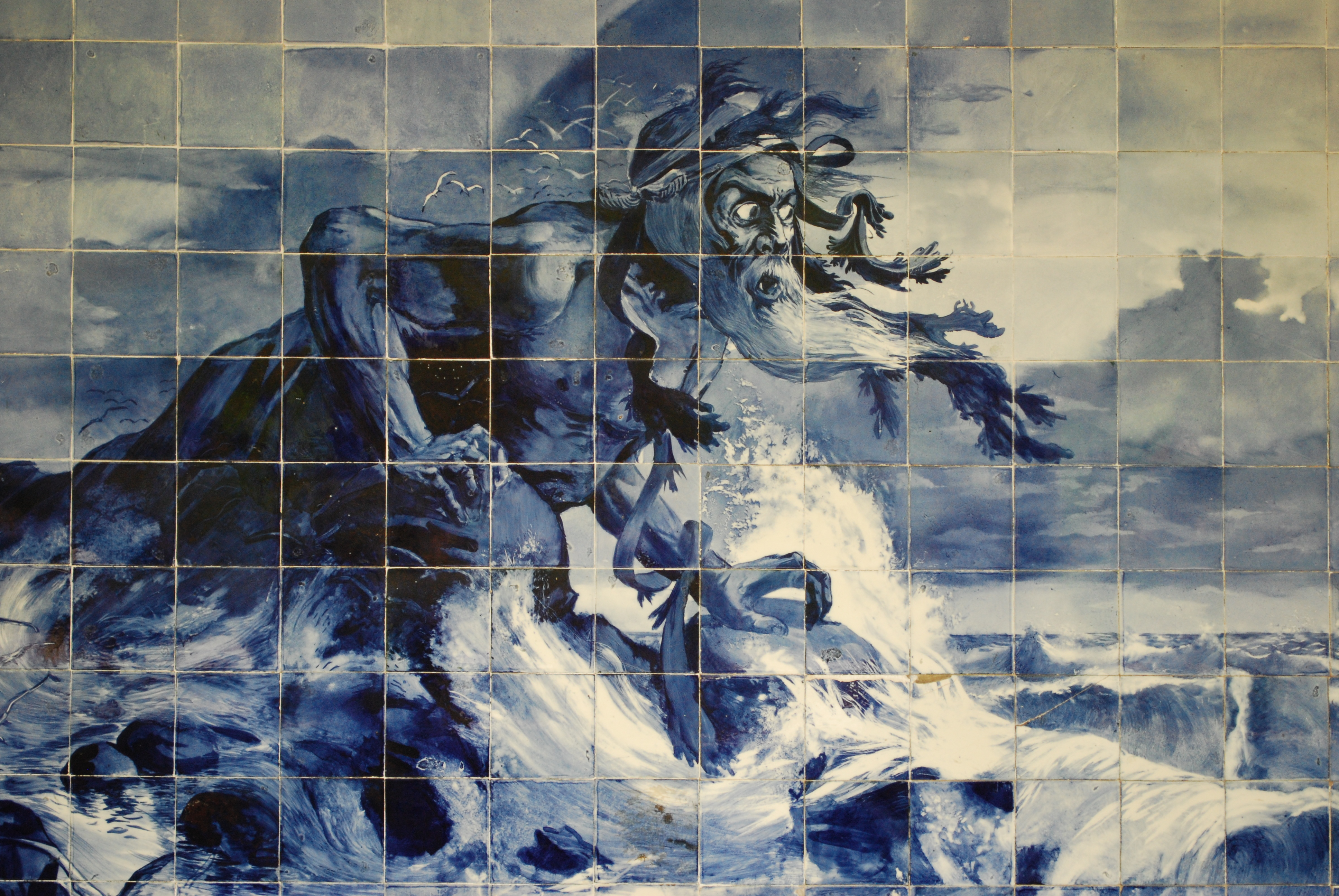
Adamastor; azulejo au Palace Hotel de Buçaco.

L'esprit est censément apparu à Vasco de Gama et avait prédit les désastres qui émaillèrent le voyage vers l'Inde.
La première vie d'Adamastor (Die eerste lewe van Adamastor en afrikaans) est aussi le nom d'une nouvelle surréaliste de l'écrivain afrikaner André Brink.

## Dans la littérature
Victor Hugo le cite dans Les Misérables, livre III, dans sa description du gamin de Paris : 
« Si Adamastor lui apparaissait, le gamin dirait "Tiens ! Croquemitaine !" »
Alexandre Dumas le cite dans L'état civil du comte de Monte-Cristo (édition Gallimard, bibliothèque de La Pléiade, annexe I, p. 1434) :
« À mesure que nous avancions, Monte-Cristo semblait sortir du sein de la mer et grandissait comme le géant Adamastor. ». Gaetano accompagne alors Franz en barque de l’île d'Elbe à l'île de Monte-cristo.
Il le cite également dans 20 ans après ...
« Et en effet, d’un coup de jarret vigoureux, Porthos se dressa comme le géant Adamastor au dessus de la lame, et en trois élans il se trouva avoir rejoint ses compagnons. »
... et dans dans La comtesse de Charny :
« En effet, Danton gagnait en popularité ; sa tête monstrueuse commençait de s’élever au-dessus de la foule ; géant Adamastor, il grandissait devant la royauté, et lui disait : « Prends garde ! La mer sur laquelle tu navigues s’appelle la mer des Tempêtes ! »
« Ce spectre était aussi grand et plus terrible que le géant Adamastor ! »
- Je suis l'Adamastor des cabinets d'aisance, / le Jupiter des lieux bas... (Paul Verlaine)
Gaston Leroux le cite dans Le Fantôme de l'Opéra :

« Sur les fauteuils de l’orchestre, la toile qui les recouvrait avait l’apparence d’une mer en furie, dont les vagues glauques avaient été instantanément immobilisées sur l’ordre secret du géant des tempêtes, qui, comme chacun sait, s’appelle Adamastor »

— Gaston Leroux
Luís de Camões lui fait dire dans Les Lusiades (dont le titre original portugais est Os Lusíadas) la célèbre apostrophe « Ne me défiez pas, car je suis le promontoire immense et ténébreux que vous autres Portugais nommez cap des Tempêtes ».
La statue d'Adamastor à Lisbonne apparaît de manière récurrente dans le roman L'année de la mort de Ricardo Reis (O ano da morte de Ricardo Reis en portugais) de José Saramago.

## À l'opéra
Giacomo Meyerbeer, qui s'inspire de la vie de Vasco de Gama dans L'Africaine, a écrit, au troisième acte, l'air connu de Nelusko : Adamastor, roi des vagues profondes.